# Эдмондс, Сара Эмма
Сара Эмма Эдмондс (англ. Sarah Emma Edmonds; декабрь 1841, Магагуадавик, Нью-Брансуик, Британская Канада — 5 сентября 1898 года, Ла-Порт, Техас, США) — американская шпионка канадского происхождения, мастер маскировки. Подвиги Сары Эдмондс были описаны в бестселлере англ. Nurse, Soldier, and Spy. В 1992 году она была включена в Зал славы женщин (штат  Мичиган,  США).

## Ранняя жизнь
Родилась в 1841 году в Магагуадавик ( Нью-Брансуик, Британская Канада). Детство Эммы, как и детство её сестёр, прошло на семейной Ферме. Сбежала из дома в пятнадцать лет, чтобы избежать раннего брака. Переехав в Соединённые Штаты Америки, Эдмондс зарабатывала себе на жизнь продажей Библии в Хартфорде, (штат  Коннектикут,  США).

## Служба во времяГражданской войны
Жажда приключений Эммы Эдмондс была вызвана книгой «Фанни Кэмпбелл, пиратская капитанша», Материна Мюррея Баллу, которую она прочитала в юности. В книге рассказывается о Фанни Кэмпбелл, женщине, которая переодевшись в мужское платье, выдавала себя за мужчину и впоследствии стала одним из самых страшных пиратов своего времени. Проникнувшись увлекательными приключениями героини любимого романа, Сара принимает решение прожить не менее насыщенную жизнь.
Её карьера шпионки начинается во время Гражданской войны. 25 мая 1861 года, в городе Флинт (штат  Мичиган,  США) она, была зачислена в состав 2-го Мичиганского волонтёрского пехотного полка, где первоначально служила полевой медсестрой.
После смерти шпионов Союза, выдавая себя за мужчину по имени Франклин Флинт Томпсон (англ. Franklin Flint Thompson), она начинает свою шпионскую карьеру.
Проникая на вражескую территорию для сбора информации, Эмма придумывала и меняла множество образов. Одной из её любимых маскировок был негр Кафф (англ. black man by the name of Cuff) — Эмма окрашивала кожу в чёрный цвет, используя нитрат серебра. Дополнением к образу служил чёрный парик. Другим показательным примером маскировки Эдмондс является ирландская женщина-торговец по имени Бриджит О’Ши (англ. Bridget O'Shea), продавая солдатам яблоки и мыло, она собирала необходимую информацию.
Карьера Сары Эдмондс, как Фрэнка Томпсона, подошла к концу, когда она заразилась малярией. Девушка сбежала из армии, опасаясь разоблачения. Полечившись в частном госпитале, Сара намеревалась вернуться к военной жизни после выздоровления. Этим планам помешали развешанные плакаты с изображением Фрэнка Томпсона, которого разыскивали, как дезертира. Понимая, что под личиной Фрэнка Томпсона, она рискует быть казнённой за дезертирство, Сара начинает служить медсестрой в военном госпитале Вашингтона ( Вашингтон (округ Колумбия)), управляемым христианской комиссией Соединённых Штатов. Её соратники высоко отзывались о военной службе Сары, даже после того, как её маскировка была раскрыта. Эдмондс называли хорошим, бесстрашным солдатом, принимающим активное участие в каждом сражении, в котором участвовал полк.

## Личная жизнь
В 1867 году она вышла замуж за Лайнуса Силье (англ. Linnus. H. Seelye), канадского механика и друга детства, от которого у неё было трое детей. Все родные дети Сары и Лайнуса умерли в юности, после чего пара приняла решение усыновить двоих мальчиков.